# Tocumen
Tocumen – miasto w Panamie, w prowincji Panama, położone niedaleko wybrzeża Zatoki Panamskiej, w odległości około 20 km na wschód od stolicy kraju Panamy. Trzecie pod względem ludności miasto kraju; ludność: 107,6 tys. mieszk. (2012).
Miasto położone jest przy Drodze Panamerykańskiej. W Tocumen znajduje się główny panamski międzynarodowy port lotniczy (kod IATA - PTY), obsługujący stolicę kraju Panamę. W 2017 skorzystało z niego 15,616 mln pasażerów. Powstanie portu lotniczego w 1947 przyczyniło się do rozwoju tej wówczas niewielkiej miejscowości. Mimo powstania strefy przemysłowej wokół lotniska, samo miasto jest stosunkowo biedne. Wskaźniki przestępczości są wysokie, zwłaszcza w dzielnicy slumsów.